# Gitksan
Gitksan (Kitksan, Gitxsan), pleme američkih Indijanaca porodice Chimmesyan s gornjeg i srednjeg toka rijeke Skeena u kanadskoj provinciji Britanska Kolumbija. Ime Gitksan, u značenju  "people of Skeena River," dolazi po imenu rijeke Skeena.
Gitksani su se izvorno sastojali od sedam lokalnih skupina ili plemena a prema Swantonu to su:  Kispiox, Kitanmaiksh, Kitgargas, Kitsegukla, Kitwancool, Kitwanga i Kuldo. Kulturno oni pripadaju području Sjeverozapadne obale, uključujući razvijeno drvorezbarstvo (gradnju totema, kanua i drvenih kuća), instituciju potlatcha, orijentiranost prema moru.
Prisnije kontakte s Europljanima imaju tek nakon što počnu nicati utvrda dvadesetih i tridesetih godina 19. stoljeća: Fort Kilmaurs 1822., Fort Connolly, 1826, Fort Stager, Fort Simpson 1831 i Fort Essington 1835. Rana populacija nije poznata, a 1904. bilo ih je 1,120; u suvremeno doba oko 10,000. Današnja su im naselja (5) Gitwangak, Gitsegukla, Gitanmaax, Glen Vowell i Kispiox. 

## Vanjske poveznice
- Who We Are

- Gitksani u Hazeltonu